# Antichloris zernyi
Antichloris zernyi là một loài bướm đêm thuộc phân họ Arctiinae, họ Erebidae.